# Dispholidus typus
Dispholidus typus là một loài rắn trong họ Rắn nước. Loài này được Smith mô tả khoa học đầu tiên năm 1828. Nó hiện là loài duy nhất trong chi, mặc dù một số loài và phân loài đã được mô tả trong quá khứ. Tên phổ thông của nó, boomslang, có nghĩa là "rắn cây" trong tiếng Afrikaans và tiếng Hà Lan (booom có nghĩa là "cây" và slang có nghĩa là "rắn"). Đây là loài bản địa và hạn chế ở châu Phi cận Sahara. Nó được tìm thấy ở Nam Phi, Eswatini, Mozambique, Botswana, Namibia và phía bắc xuyên qua châu Phi cận Sahara.
Loài này có nọc độc rất nguy hiểm, nếu bị chúng cắn, máu sẽ chảy khắp các bộ phận có lỗ cơ thể gồm: tai, mũi, mắt, ... và cả vết thương (xem thêm trường hợp Karl Patterson Schmidt tử vong vì nọc độc của rắn này).

## Môi trường sống
Boomslang là loài leo trèo xuất sắc và sống trên cây cao, sống chủ yếu ở các khu vực có rừng. D. typus sống ở các bụi cây karoo, thảo nguyên, rừng đất thấp và đồng cỏ. Boomslang cũng có thể được tìm thấy trên mặt đất khi săn mồi, kiếm ăn hoặc trú ẩn. Thỉnh thoảng chúng sẽ ẩn náu dưới lòng đất khi thời tiết khắc nghiệt.

## Sinh sản
Boomslang là loài đẻ trứng và một con cái trưởng thành có thể đẻ tới 30 quả trứng, chúng được đẻ trong thân cây rỗng hoặc khúc gỗ mục nát. Trứng có thời gian ấp tương đối dài (trung bình 3 tháng). Con đực mới nở có màu xám với các đốm xanh, con cái mới nở có màu nâu nhạt. Chúng đạt được màu sắc trưởng thành sau vài năm. Những con non có chiều dài khoảng 20 cm (7,9 in) và không gây nguy hiểm cho con người, nhưng có nọc độc nguy hiểm khi chúng đạt chiều dài khoảng 45 cm (18 in) và chu vi dày bằng ngón tay nhỏ nhất của người trưởng thành.

## Hành vi
Chúng  sinh hoạt ban ngày và hầu như chỉ sống trên cây. Chúng sống ẩn dật, và di chuyển từ cành này sang cành khác khi bị truy đuổi bởi những con vật lớn hơn. Chế độ ăn của nó bao gồm tắc kè hoa và các loài thằn lằn sống trên cây khác, ếch, và đôi khi là động vật có vú nhỏ, chim và trứng từ các loài chim làm tổ và trứng loài bò sát, tất cả đều được nó nuốt chửng. Boomslang cũng ăn các loài rắn khác, bao gồm cả việc ăn thịt đồng loại của chúng. Khi thời tiết mát mẻ, boomslang ngủ đông trong thời gian ngắn, thường cuộn tròn bên trong tổ kín của chim rồng rộc.

## Hình ảnh

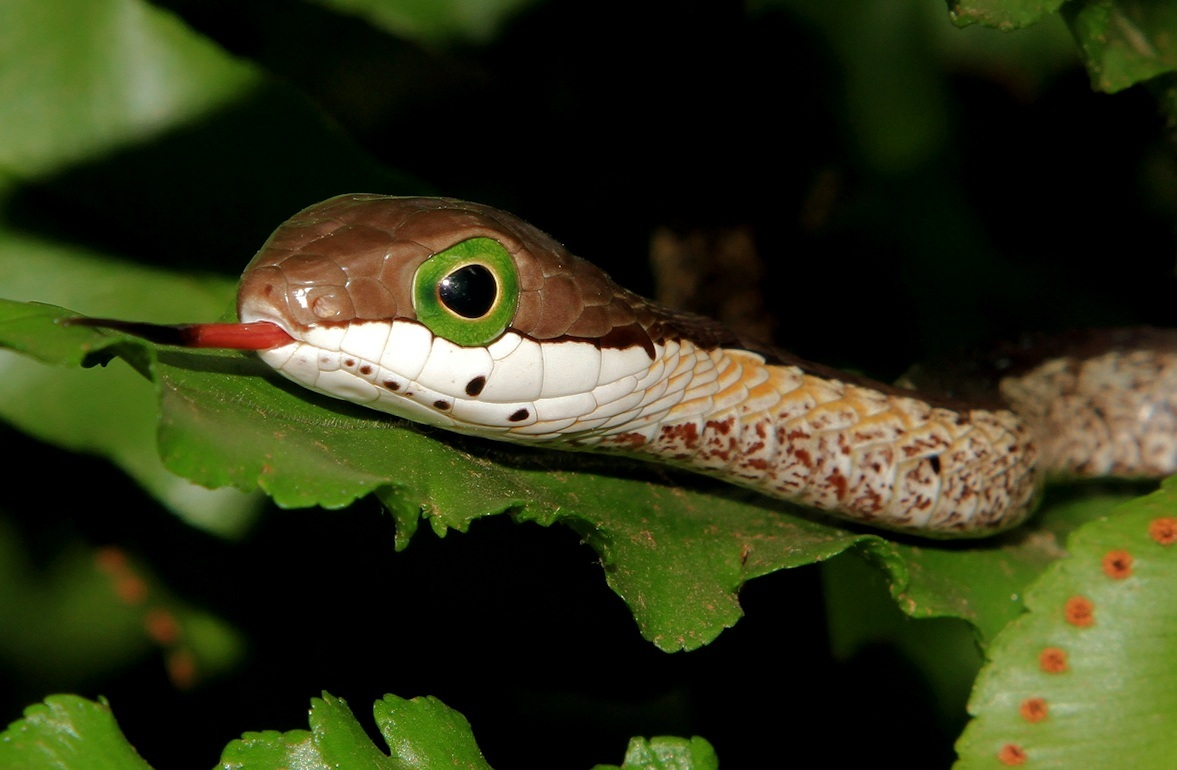
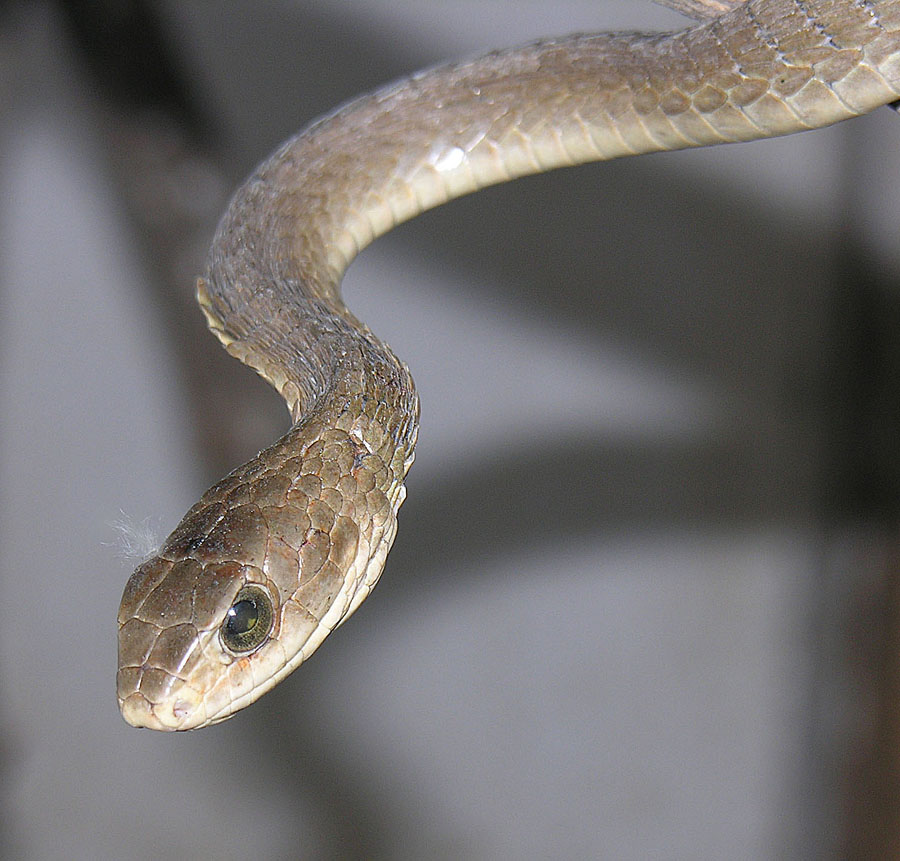
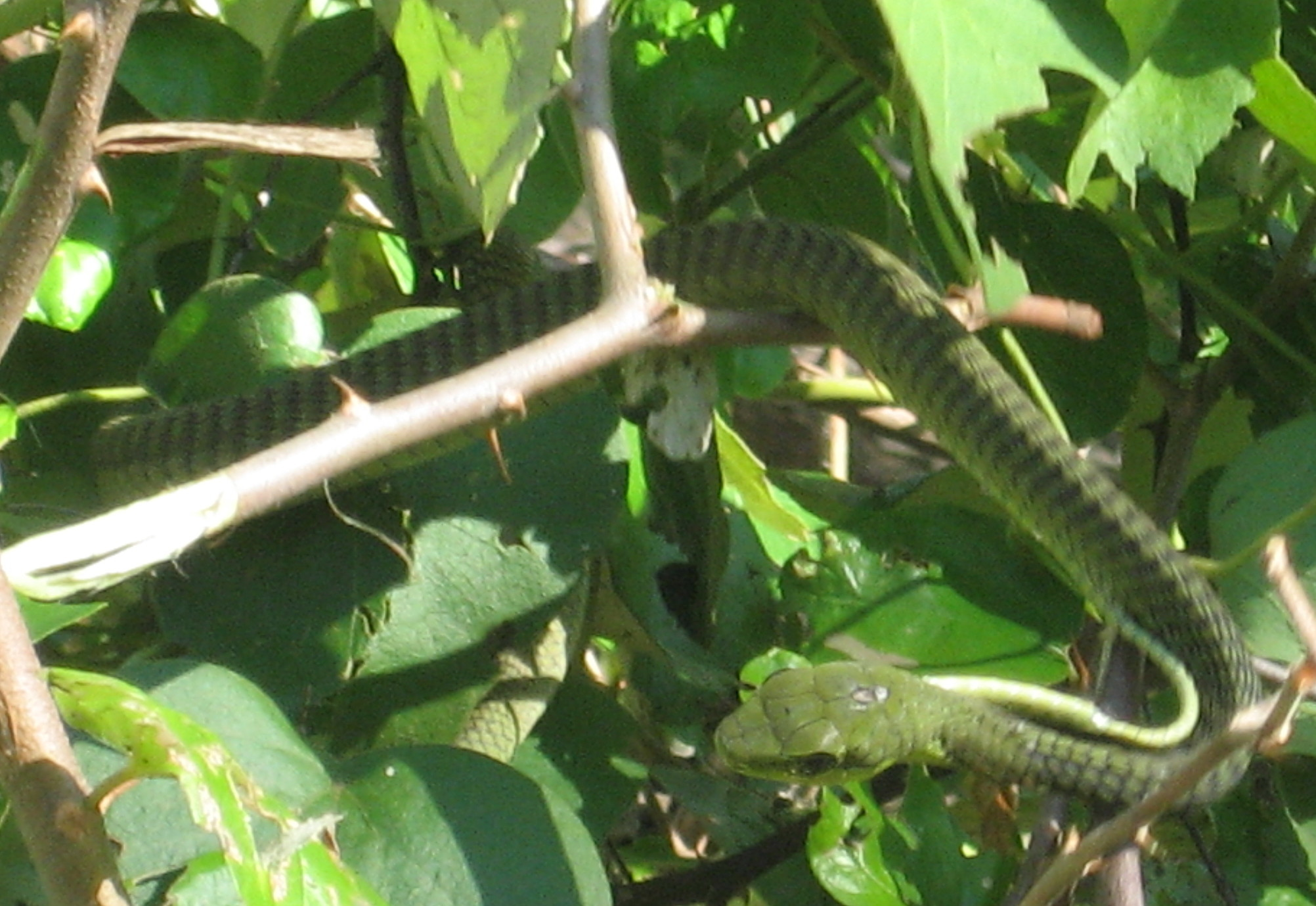
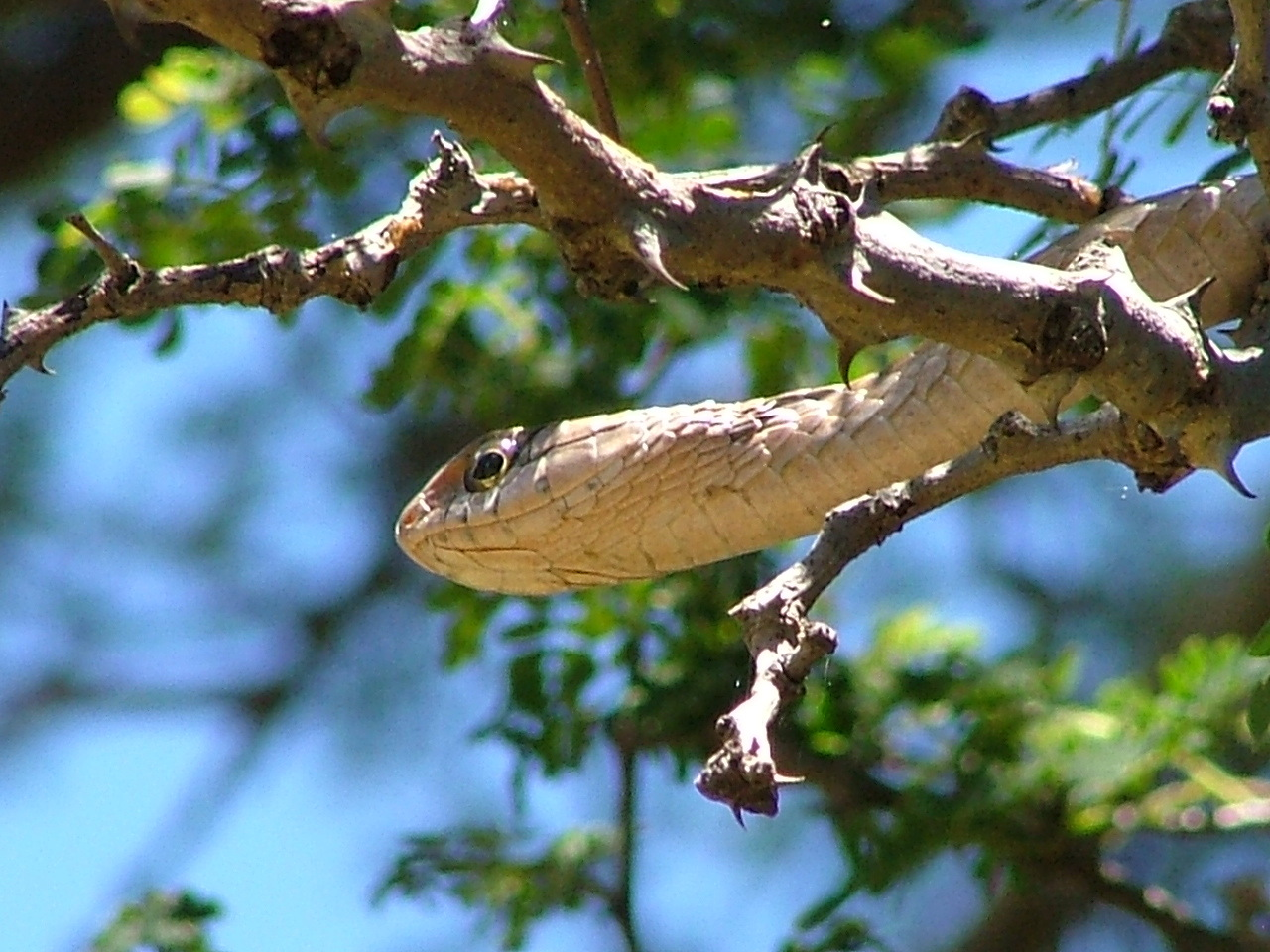
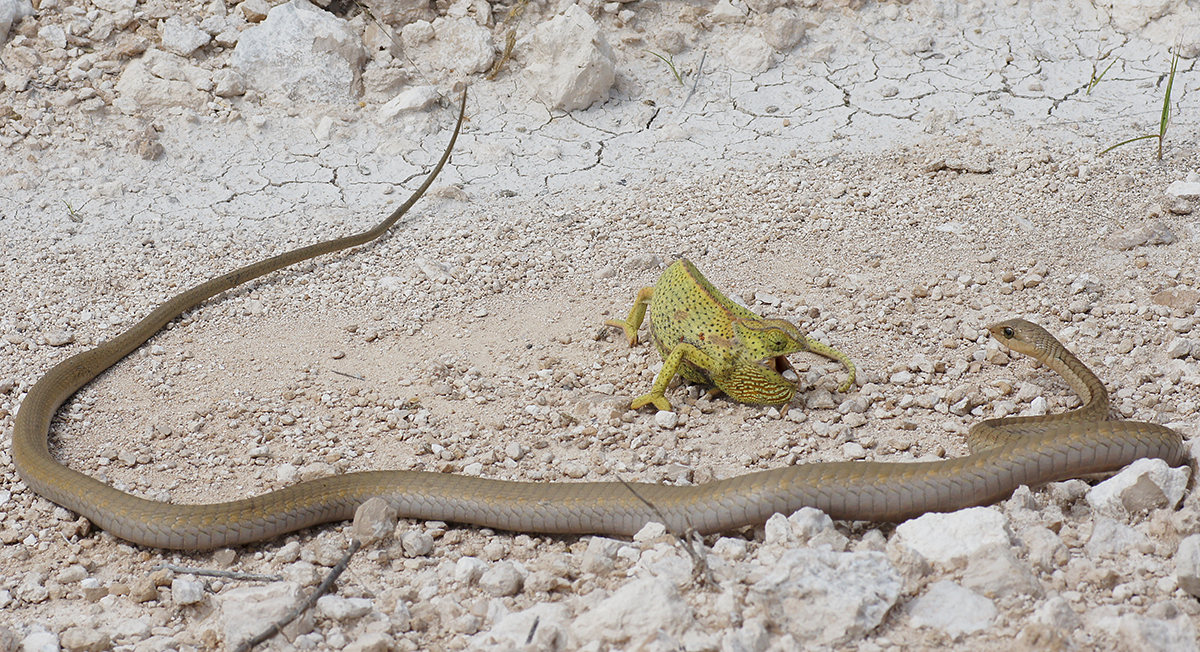
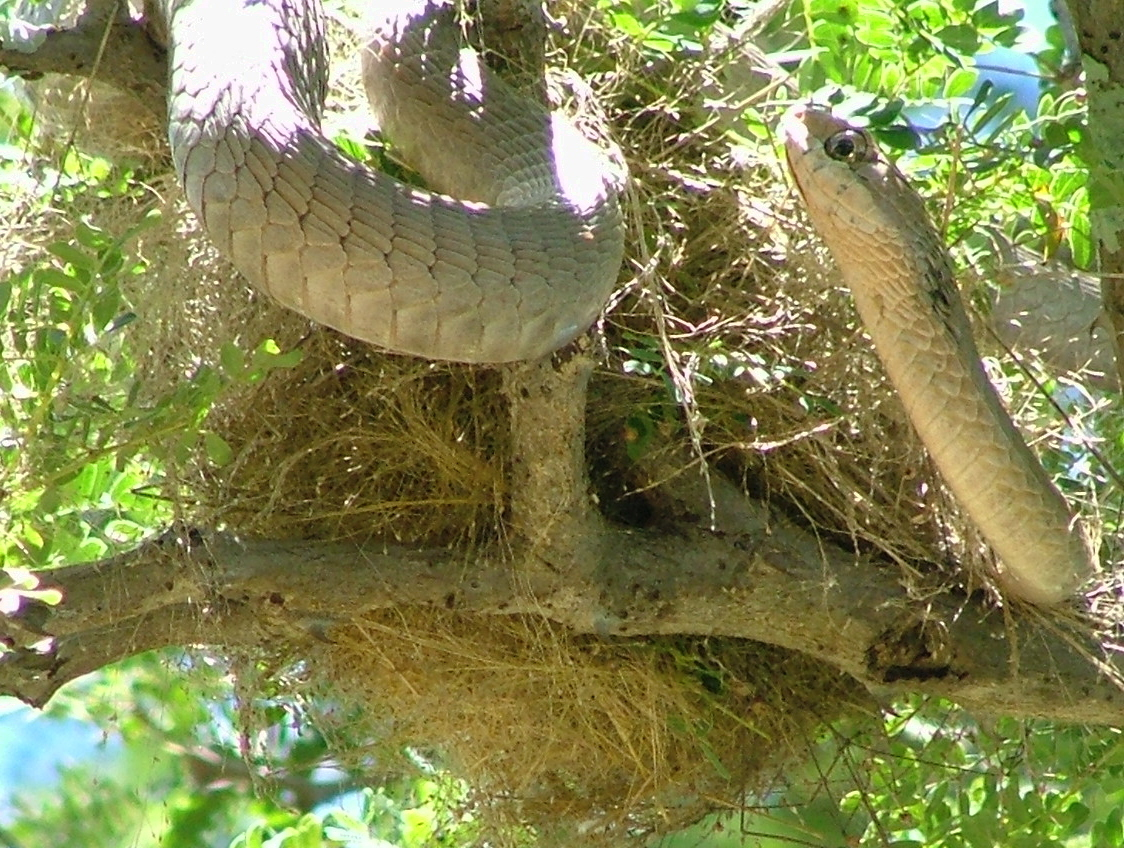
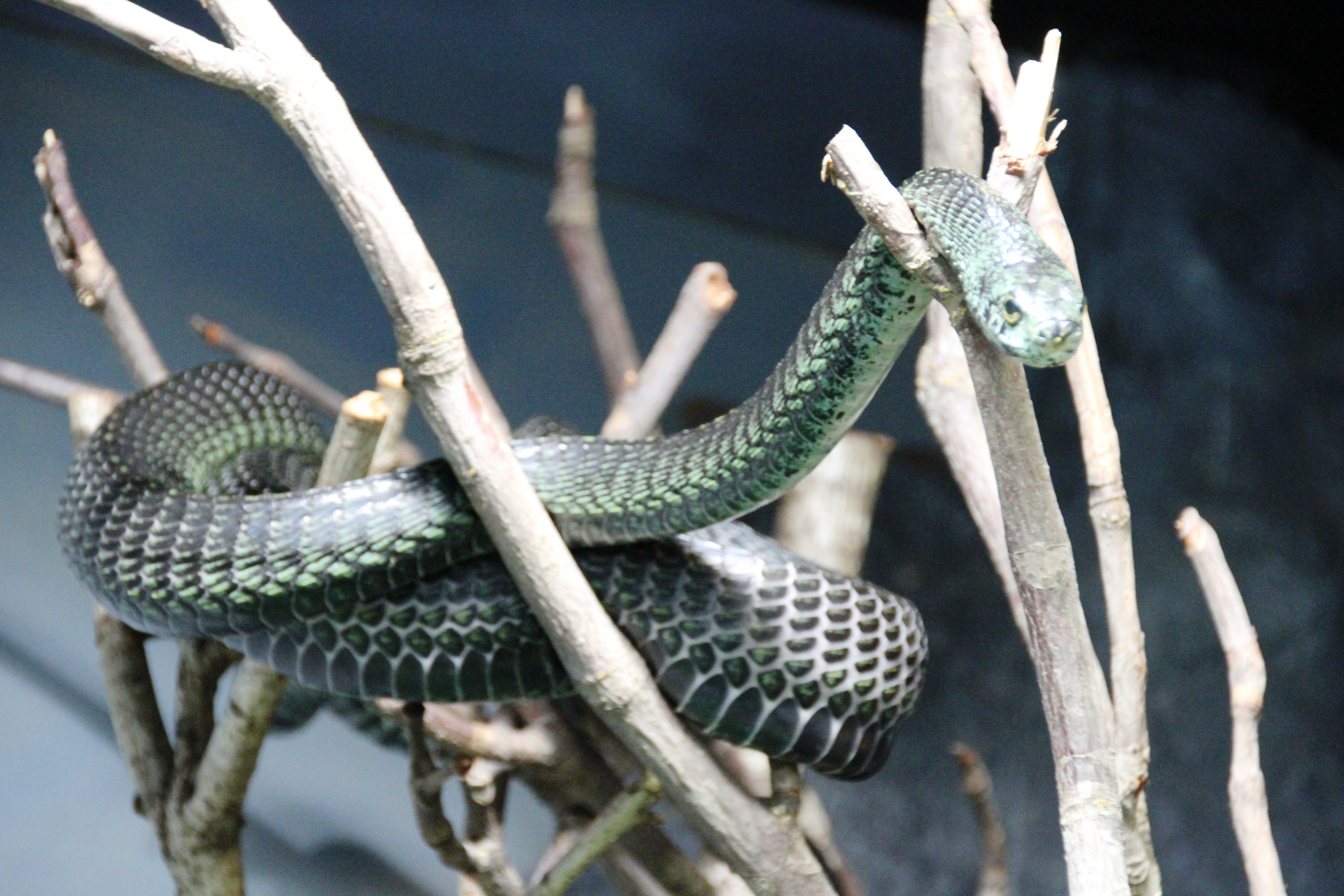
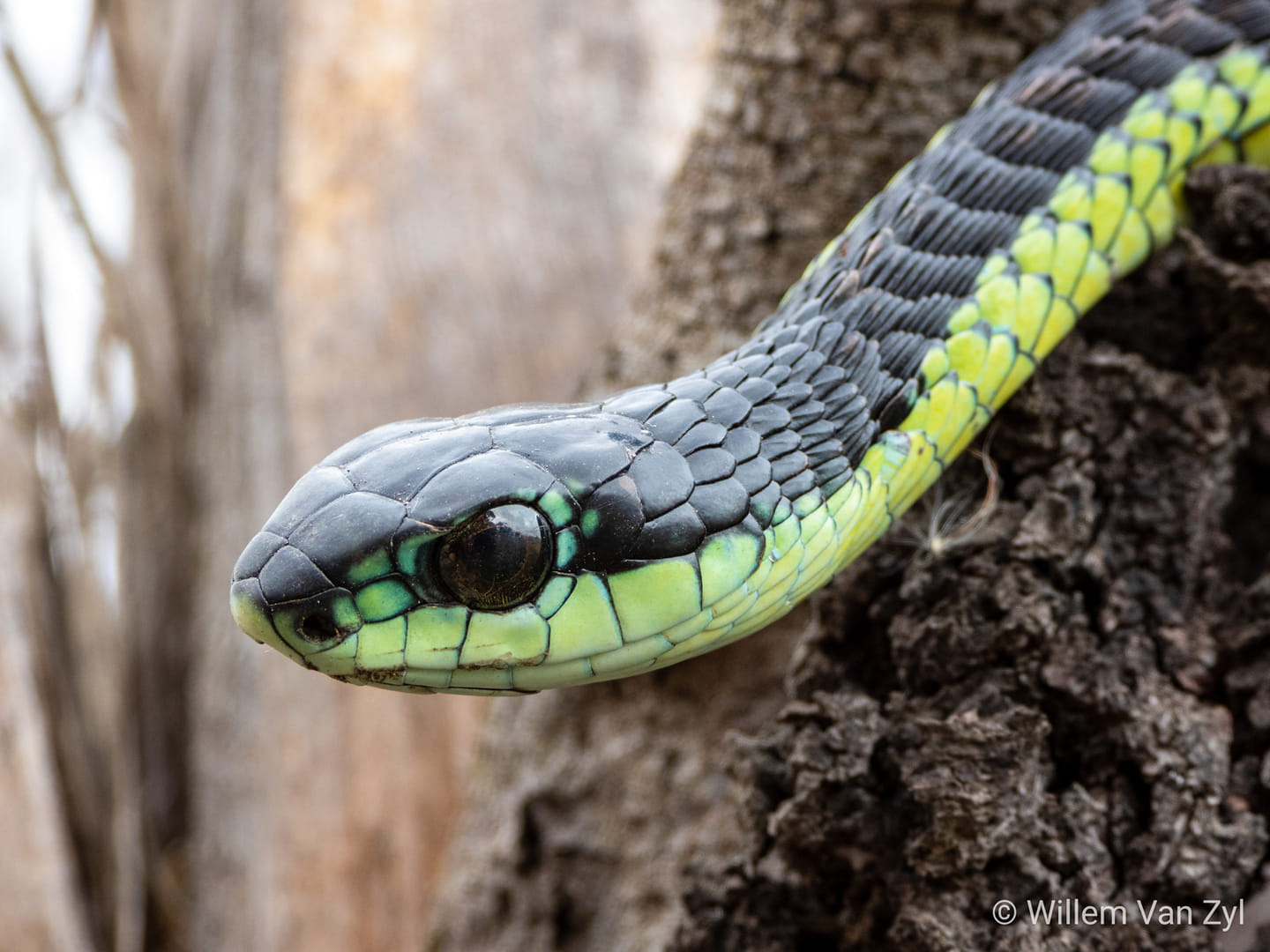
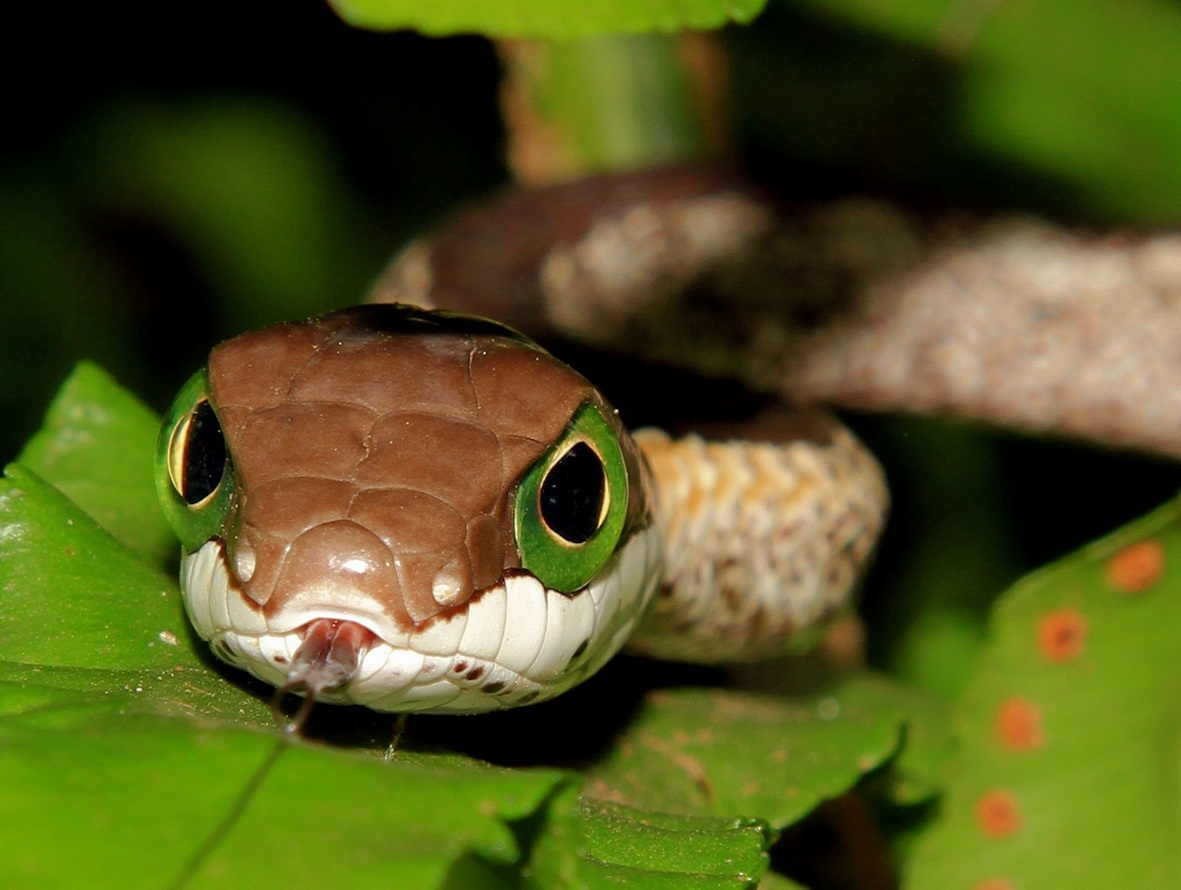